# Plagithmysus timberlakei
Plagithmysus timberlakei là một loài bọ cánh cứng trong họ Cerambycidae.